# Гвардейский экипаж

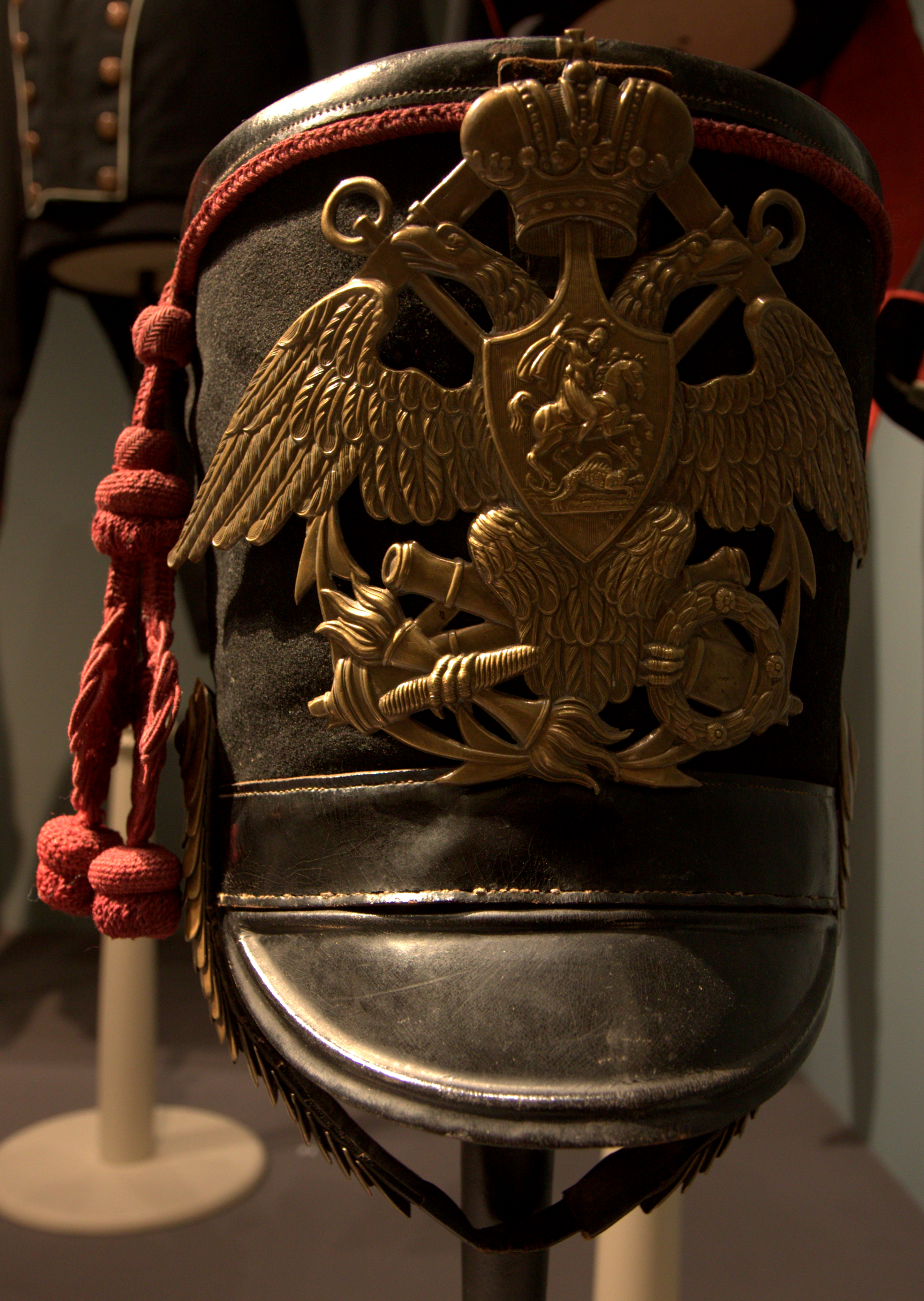
Кивер военнослужащего артиллерийской команды Гвардейского экипажа.

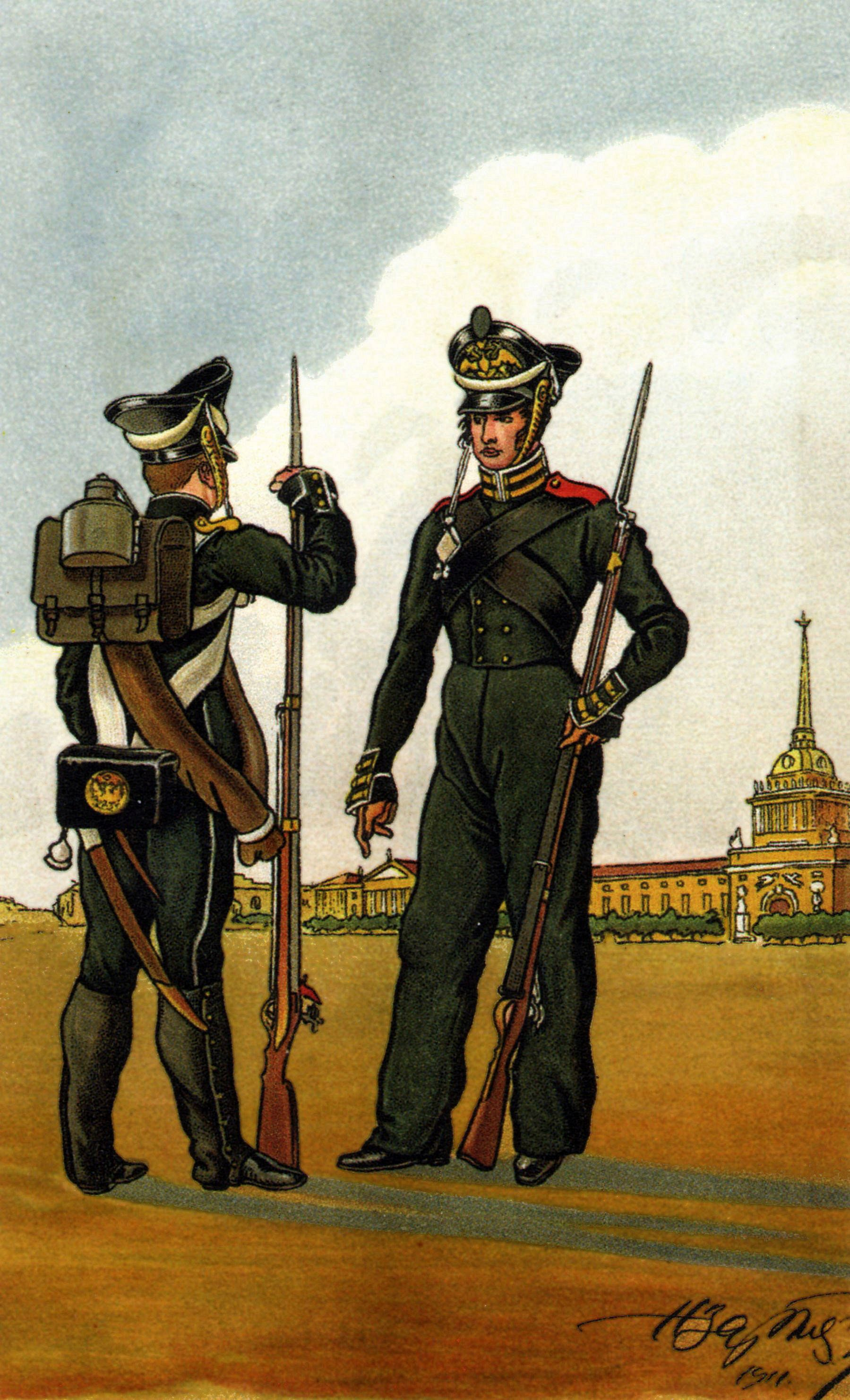
Фузилёр 3-го Морского полка (зимняя форма; слева) и матрос Гвардейского экипажа (зимняя форма), из серии «Русская армия в 1812 году».

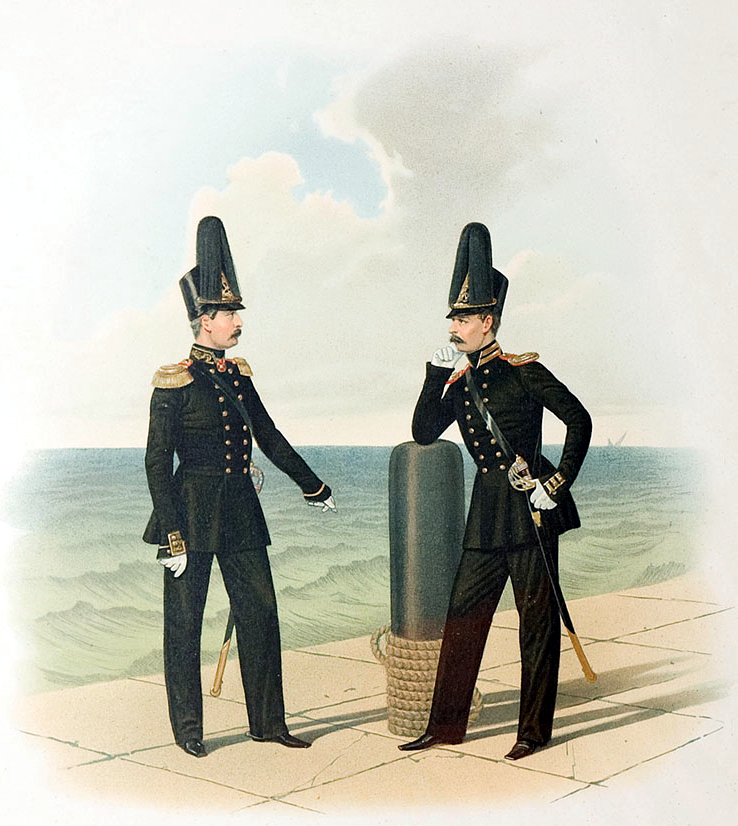
Пиратский К. К. Штаб-офицер и Обер-офицер Гвардейского Экипажа. 1855 год

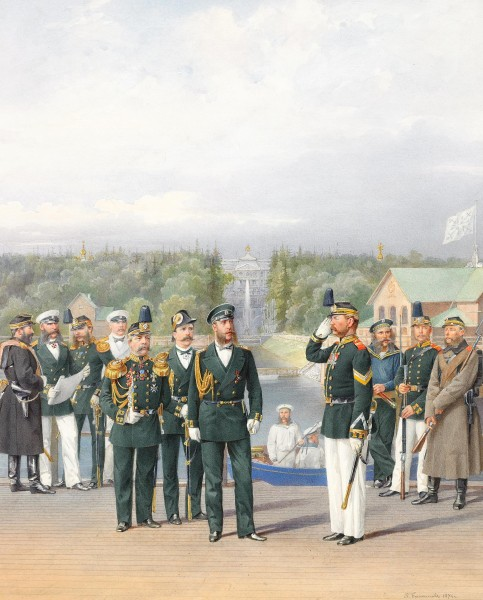
Балашов П. И. Офицеры и нижние чины Гвардейского Морского Экипажа на фоне дворца в Петергофе, 1862—1873 годы.

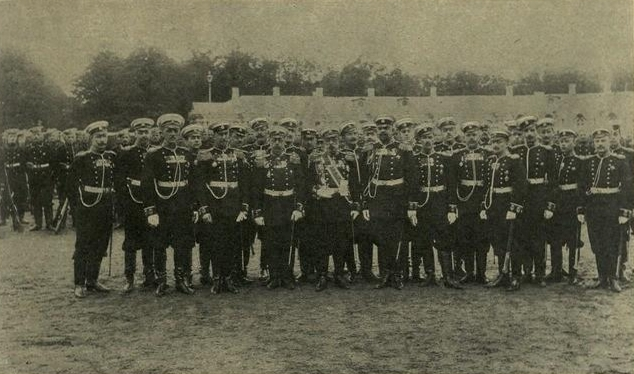
10 мая 1910. Офицеры Гвардейского экипажа перед парадом в Царском Селе. В центре группы командир экипажа, контр-адмирал граф Н. М. Толстой.

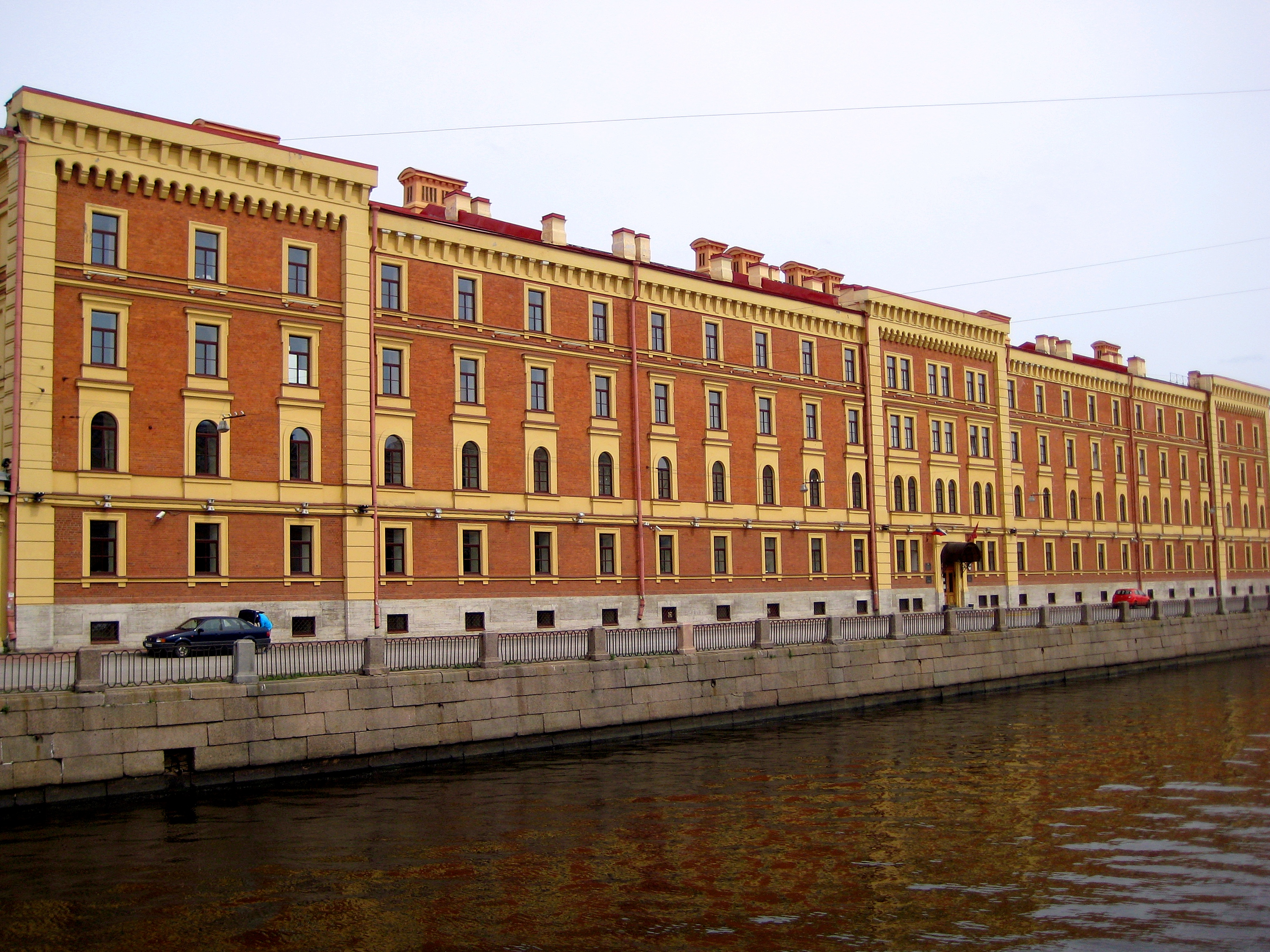
Казарма Гвардейского экипажа, Санкт-Петербург, набережная канала Грибоедова, дом № 133, 2013 год.

Гварде́йский экипа́ж — лейб-гвардейское формирование (военно-морская часть) Русской императорской гвардии Вооружённых сил Российской империи.
Старшинство: 16 февраля 1710 года. Праздник: 6 декабря, день Святого Николая Чудотворца. Полковой храм — Николо-Богоявленский морской собор (Морской собор Святителя Николая Чудотворца и Богоявления), Никольская площадь, дом № 1, построен в период 1753—1762 годов, архитектор С. И. Чевакинский. Дислокация: Санкт-Петербург, набережная Екатерининского канала, дом № 133. Гвардейский экипаж имел назначение формировать команды для Императорских яхт и имел организацию, сходную с гвардейскими пехотными полками.

## История
Сформирован 16 февраля 1810 года по штату гвардейского батальона (4 строевые (впоследствии восемь) роты, нестроевая команда, музыкантский хор (оркестр) и артиллерийская команда общей численностью 434 человека). Предназначался для комплектования команд и обслуживания придворных яхт и гребных судов, а также придворной и гарнизонной караульной службы. Было пожаловано знамя сухопутного образца, присвоена особая форма одежды (несколько отличная от общефлотской, с элементами обмундирования гвардейской пехоты) и по штату были положены вооружение и снаряжение сухопутного образца со включением шанцевого инструмента и обоза.
В 1815 году в составе экипажа появился первый полноценный корабль — 24-пушечная яхта «Россия».
5 (17) июня 1819 года для кораблей, комплектовавшихся из матросов и офицеров Гвардейского экипажа (фрегат «Меркуриус» и 5 придворных яхт), были утверждены Георгиевский флаг адмирала, Георгиевский шлюпочный флаг вице-адмирала, Георгиевский шлюпочный флаг контр-адмирала, Георгиевский вымпел и Георгиевский брейд-вымпел.
Помимо придворной и караульной служб в столичном гарнизоне и резиденциях императора, морские лейб-гвардейцы принимали участие в дальних походах кораблей Русского флота, как поодиночке, так и составляя экипаж корабля. Так в 1819 году, во Францию, Англию и Пруссию, ходили фрегат «Гектор» и бриг «Олимп». В 1823 году фрегат «Проворный» подходил к Фарерским островам и Исландии, обошёл Великобританию и вернулся через Английский канал и Северное море на Балтику. В 1824 году «Проворный» ходил в Гибралтар, Брест и Плимут. Линейный корабль «Эмгейтен» ходил по Балтике в район Ростока.
Гвардейский экипаж участвовал в восстании декабристов 14 декабря 1825 года в Петербурге.
Идя в ногу со временем, в 1857 году в штат Гвардейского экипажа ввели машинную команду.
Последним командиром экипажа был контр-адмирал великий князь Кирилл Владимирович. Во время Февральской революции он привёл свою часть в Таврический дворец и передал её в распоряжение Государственной думы.

## Военные кампании
- 2 марта 1812 года часть личного состава экипажа под командованием капитана 2-го ранга И. Карцова в составе 1-й дивизии Гвардейского корпуса выступила в поход из Санкт-Петербурга в Вильно.
- В кампаниях 1812 года и 1813—1814 годов в составе 6 рот и артиллерийской команды состоял при действующей армии и выполнял функции понтонного батальона (наводил переправы, строил, исправлял и уничтожал мосты) в сражении под Бородино охотники Гвардейского экипажа (резерв 5-го (Гвардейского) корпуса), уничтожили мост через р. Колочу на большой дороге из Бородино, и тем остановили наступление вице-короля Италийского (Е. Богарнэ), 3—6 ноября — в сражении при Красном в составе артиллерийской команды; за 1812 год в экипаже погибло 22 нижних чина, 31 умерли от болезней, пропали без вести 8[8].
- В Заграничных походах 1813—1814 годов — в качестве пехотной части принимал участие в делах под Бауценом и Кульмом, в 1814 году вступил в Париж[9].
- В 1828 году направлен в действующую армию, участвовал в штурме Варны, использовался в качестве морской пехоты.
- В 1831 году 6-я рота участвовала в подавлении польского мятежа 1831 года в качестве понтонной части (обеспечение переправ).
- В Крымской войне (1854—1856) чины экипажа участвовали в боевых действиях как морская часть, составляя экипажи морских кораблей Балтийского флота.
- В 1863 году одна рота участвовала в подавлении польского мятежа 1863 года в качестве понтонной части (обеспечение переправ).
- В Русско-турецкая войне 1877—1878 годов находился в действующей армии, использовался в качестве понтонной части, а также комплектовал команды минных катеров[к 1].
- В 1905 году часть экипажа участвовала в Цусимском сражении на борту броненосца «Император Александр III», броненосного крейсера «Адмирал Нахимов» и вспомогательного крейсера «Урал».
- В Первой мировой войне Гвардейский экипаж комплектовал корабли речных военных флотилий, например Сатакундской и других. После начала Первой мировой войны императорские яхты были поставлены на прикол, а из их экипажей, которые не стали распределять по боевым кораблям, сформировали два батальона двухротного состава, которые в 1915 году были сведены в Отдельный батальон Гвардейского экипажа, воевавший на фронте в составе 3-го лейб-гвардии Стрелкового полка.

## Участие в дворцовых переворотах
Как сформированный в XIX веке, Гвардейский экипаж не мог участвовать в российских дворцовых переворотах и попытках переворотов XVIII века и принял участие только в восстании декабристов 14 декабря 1825 года.

## Знаки отличия к 1914
- Георгиевское знамя с надписью «За оказанные подвиги в сражении 17-го Августа 1813 года при Кульме» с юбилейной Андреевской лентой
- георгиевские ленты на бескозырках у нижних чинов
- георгиевские рожки в 1-й роте «За переправу через Дунай у Зимницы 15 июня 1877 года», в остальных ротах «За отличие в Турецкую войну 1877 и 1878 годов»

## Шефы
Шефы или почётные командиры:
- 22.08.1831 — 13.01.1892 — Его Императорское Высочество Великий князь Константин Николаевич;
- 22.07.1892 — 02.03.1917 — Её Императорское Величество Государыня Императрица Мария Фёдоровна.

## Командиры
- 16.02.1810 — 27.01.1825 — капитан 2-го ранга (впоследствии контр-адмирал) Карцов, Иван Петрович
- 31.01.1825 — 27.10.1826 — капитан 1-го ранга Качалов, Пётр Фёдорович
- 10.06.1826 — 06.12.1830 — контр-адмирал Беллинсгаузен, Фаддей Фаддеевич
- 06.12.1830 — 02.10.1835 — контр-адмирал Шишмарёв, Глеб Семёнович
- 20.11.1835 — 26.11.1847 — контр-адмирал Казин, Николай Глебович
- 23.11.1847 — 02.12.1857 — контр-адмирал Мофет, Самуил Иванович
- 02.12.1857 — 14.05.1866 — Свиты ЕИВ контр-адмирал Аркас, Николай Андреевич
- 11.04 1866 — 08.04.1873 — генерал-адъютант, вице-адмирал Перелишин, Павел Александрович
- 08.04.1873 — 22.06.1873 — контр-адмирал Фалк, Пётр Васильевич
- 26.06.1873 — 27.05.1881 — великий князь Алексей Александрович
- 03.08.1881 — 01.01.1886 — Свиты ЕИВ контр-адмирал Головачёв, Дмитрий Захарович
- 01.01.1886 — 11.11.1895 — контр-адмирал Навахович, Николай Александрович
- 17.11.1895 — 24.09.1899 — Свиты ЕИВ контр-адмирал, князь Шаховской, Яков Иванович
- 29.11.1899 — 20.01.1903 — контр-адмирал Абаза, Алексей Михайлович
- 06.04.1903 — 21.04.1908 — контр-адмирал Нилов, Константин Дмитриевич
- 21.04.1908 — 16.03.1915 — контр-адмирал Толстой, Николай Михайлович
- 16.03.1915 — 04.03.1917 — Свиты ЕИВ контр-адмирал, Великий князь Кирилл Владимирович

## Личный состав
Участвовавший в «разбивке» новобранцев личного состава по гвардейским формированиям в Михайловском манеже А. А. Игнатьев так описал её в своих мемуарах: «… При входе в манеж строился добрый десяток новобранцев „1-го сорта“, то есть ребят ростом в одиннадцать вершков и выше. Как желанное лакомство, их разглядывали командиры и адъютанты гвардейских полков. Однако самые высокие и могучие доставались гвардейскому экипажу, чтобы с достоинством представлять флот на вёсельных катерах царских яхт. …».

## Императорские яхты
Императорские яхты (года):
- «Александрия» (I) (1851—1906)
- «Штандарт» (I) (1857—1892)
- «Держава» (1871—1905)
- «Царевна» (1874—1917)
- «Ливадия I» (1873—1878)
- «Ливадия II» (построена взамен погибшей яхты с таким же наименованием на основе опытов броненосцев береговой обороны «поповок» в 1880 году, практически не использовалась, была переименована в транспорт «Опыт», но окончательно списана только в 1926 году)
- «Полярная звезда» 1890—1917/1961 (переоборудована в плавбазу подводных лодок, затем в 1961 году в корабль-мишень для испытания противокорабельных ракет)
- «Александрия» (II) (1904—1917/1927)
- «Штандарт» (II) 1895—1917/1936-1961 (после революции переименован в «Марти» и переоборудован в минный заградитель участвовал во Второй мировой войне)

## Экспедиции и память
Многие офицеры Гвардейского экипажа привозили из кругосветных путешествий всевозможные редкости, которые легли в основу Морского музея, созданного в 1805 г. на базе знаменитой петровской «модель-камеры».
Возвратившись в конце 1806 г. из кругосветного плавания, капитан-лейтенанты П. Повалишин и Ю. Ф. Лисянский передали в музей этнографическую коллекцию из 13 предметов культуры и быта коренных жителей Сандвичевых и Маркизских островов и Северной Америки. Значительную по объёму коллекцию — 230 единиц получил музей в 1821—1824 гг. от Ф. Ф. Беллинсгаузена, руководителя экспедиции в Южное полушарие. Здесь были луки, колчаны, стрелы, боевые топоры, копья и другие виды оружия.

Именами О. Е. Коцебу, Ю. Ф. Лисянского, Б. А. Вилькицкого и других офицеров-гвардейцев названы острова, проливы и другие многочисленные географические пункты.
К 200-летию Отечественной войны 1812 г., именами участников Бородинского сражения — офицеров Гвардейского экипажа названы три десантных катера проекта 21820: «Иван Карцов», «Лейтенант Римский-Корсаков», «Мичман Лермонтов».

## Комментарии
1. ↑  За помощь при взятии турецкой крепости Рущук на Дунае Гвардейскому экипажу были переданы резные мраморные доски, украшавшие ворота крепости. Доски были установлены на стене одной из квартир Гвардейского экипажа в Санкт-Петербурге по адресу: проспект Римского-Корсакова, д. 22[10].